# Nekrolog 1285
Nekrolog
◄◄
| ◄
| 1281
| 1282
| 1283
| 1284
| 1285 | 1286 | 1287 | 1288 | 1289 | ► | ►►
Weitere Ereignisse | Allgemeiner Nekrolog 1285
Die Beschreibung der verstorbenen Person sollte so kurz wie möglich gehalten sein und nur deren signifikante Tätigkeit(en) enthalten.
Neue Namen ggf. auch unter dem Geburts- und Sterbedatum, also etwa unter 1. Januar und im Geburts- und Sterbejahr (2024) eintragen (nur bei entsprechender großer Wichtigkeit). Für Beispiele siehe die schon vorhandenen Artikel.
Außerdem über die fünf zuletzt Verstorbenen, zu denen es einen ausreichend guten Artikel für eine Präsentation auf der Hauptseite gibt, nach der todesbedingten Überarbeitung der Artikel ggf. auch unter Wikipedia Diskussion:Hauptseite informieren und sie am besten auch in den anderen Wikipedia-Sprachversionen eintragen. Tipp: Regelmäßig bei news.google.de nach „ist tot“, „gestorben“ oder „verstorben“ suchen.
Wenn eine Person gestorben ist, gibt es viele Seiten zu dieser Person in der Wikipedia, die davon auch betroffen sind und entsprechend aktualisiert werden müssen. Beispiele: Namenübersichtsseite, Geburtsjahr, Geburtsort-Seiten und viele mehr.
Wie finde ich die betroffenen Seiten?
Im Suchfeld auf der linken Seite gibt man den Suchbegriff so ein: „Vorname Nachname“. Dann klickt man auf Volltext und alle Seiten mit entsprechendem Suchtext werden aufgerufen. Hier sieht man dann schnell, wo auch das Todesjahr Sinn macht oder sogar ein Teil des Artikels angepasst werden muss. Auch hilft das „Werkzeug“ auf der linken Seite sehr gut, um solche Seiten aufzufinden: „Links auf diese Seite“. Somit ist die Wikipedia wieder aktuell in allen Bereichen! Hinweis: bei Eintragung der Kategorie „Gestorben JAHR“ wird der Missbrauchsfilter 49 ausgelöst, was jedoch nicht schlimm ist. Siehe: Spezial:Missbrauchsfilter/49
Dies ist eine Liste von im Jahr 1285 verstorbenen bekannten Persönlichkeiten. Die Einträge erfolgen innerhalb der einzelnen Daten alphabetisch sortiert. Tiere sind im Nekrolog für Tiere zu finden.

## Januar
| Tag       | Name    | Beruf, bekannt als | Alter | Beleg |
| --------- | ------- | ------------------ | ----- | ----- |
| 7. Januar | Karl I. | König von Sizilien | 57    |       |

## Februar
| Tag         | Name                   | Beruf, bekannt als | Alter | Beleg |
| ----------- | ---------------------- | ------------------ | ----- | ----- |
| 8. Februar  | Dietrich von Landsberg | deutscher Adliger  |       |       |
| 17. Februar | Lukas von Padua        | Franziskaner       |       |       |

## März
| Tag      | Name       | Beruf, bekannt als | Alter | Beleg |
| -------- | ---------- | ------------------ | ----- | ----- |
| 28. März | Martin IV. | Papst (1281–1285)  |       |       |

## April
| Tag       | Name                      | Beruf, bekannt als  | Alter | Beleg |
| --------- | ------------------------- | ------------------- | ----- | ----- |
| 16. April | Gottfried von Passau      | Bischof von Passau  |       |       |
| 23. April | Heinrich III. von Geldern | Bischof von Lüttich |       |       |

## Mai
| Tag     | Name                   | Beruf, bekannt als  | Alter | Beleg |
| ------- | ---------------------- | ------------------- | ----- | ----- |
| 12. Mai | Berthold von Leiningen | Bischof von Bamberg |       |       |
| 20. Mai | Johann I.              | König von Zypern    |       |       |

## Juni
| Tag      | Name         | Beruf, bekannt als                       | Alter | Beleg |
| -------- | ------------ | ---------------------------------------- | ----- | ----- |
| 17. Juni | Yekuno Amlak | Negus Negest (Kaiser) von Äthiopien      |       |       |
| Juni     | Otto III.    | Graf aus dem Geschlecht Weimar-Orlamünde |       |       |

## Juli
| Tag      | Name       | Beruf, bekannt als           | Alter | Beleg |
| -------- | ---------- | ---------------------------- | ----- | ----- |
| 7. Juli  | Tile Kolup | deutscher Hochstapler        |       |       |
| 30. Juli | Johann I.  | Herzog von Sachsen-Lauenburg |       |       |

## August
| Tag        | Name             | Beruf, bekannt als                                                                | Alter | Beleg |
| ---------- | ---------------- | --------------------------------------------------------------------------------- | ----- | ----- |
| 6. August  | Ludolf von Mihla | Bischof von Naumburg                                                              |       |       |
| 15. August | Philipp I.       | Graf von Savoyen; Pfalzgraf von Burgund; Bischof von Valence; Erzbischof von Lyon |       |       |
| 22. August | Philipp Benizi   | italienischer Heiliger                                                            | 52    |       |

## September
| Tag          | Name                   | Beruf, bekannt als | Alter | Beleg |
| ------------ | ---------------------- | ------------------ | ----- | ----- |
| 9. September | Kunigunde von Halitsch | Königin von Böhmen |       |       |

## Oktober
| Tag        | Name         | Beruf, bekannt als               | Alter | Beleg |
| ---------- | ------------ | -------------------------------- | ----- | ----- |
| 5. Oktober | Philipp III. | König von Frankreich (1270–1285) | 40    |       |

## November
| Tag          | Name        | Beruf, bekannt als                                                                                                | Alter | Beleg |
| ------------ | ----------- | --- | ----- | ----- |
| 11. November | Peter III.  | König von Aragonien und Graf von Barcelona und als Peter I. auch König von Sizilien von 1282 bis 1285 (1276–1285) |       |       |
| 14. November | Humbert II. | Herr von Montpensier und Connétable von Frankreich                                                                |       |       |

## Datum unbekannt
| Tag | Name                   | Beruf, bekannt als                                                              | Alter | Beleg |
| --- | ---------------------- | ------------------------------------------------------------------------------- | ----- | ----- |
|     | Cerverí de Girona      | katalanischer Trobador                                                          |       |       |
|     | Chim Namkha Dragpa     | Kadampa-Meister; 7. Abt des Klosters Narthang                                   |       |       |
|     | Christian III.         | Graf von Oldenburg                                                              |       |       |
|     | Johannes von Wales     | britischer Theologe des Franziskanerordens                                      |       |       |
|     | Raymundus Martinus     | Dominikaner                                                                     |       |       |
|     | Robert de Ros          | englischer Adliger                                                              |       |       |
|     | Roger von San Severino | Graf von San Severino und Marsico, Bailli des Königreichs Jerusalem (1277–1282) |       |       |